# Felix Ensslin
Felix Robert Ensslin (né à Berlin en 1967) est un dramaturge, directeur artistique et metteur en scène de théâtre, professeur d'université, directeur d'expositions et philosophe allemand.

## Biographie
Felix Ensslin est le fils de Gudrun Ensslin, qui fut membre de la Fraction armée rouge, et de l'écrivain et éditeur Bernward Vesper. Son grand-père est, côté paternel, l'écrivain et chantre du national-socialisme Will Vesper, et, côté maternel, Helmut Ensslin, pasteur protestant affilié à l'église confessante.
Sa mère Gudrun Ensslin fut arrêtée et mise en détention peu après les incendies criminels du 2 avril 1968 dans deux grands magasins à Francfort. Depuis lors, Felix Ensslin vécut chez son père Bernward Vesper, dont sa mère s'était séparée en février 1968. Son parrain était Rudi Dutschke. En septembre 1969, sur les instances de Gudrun Ensslin, l'enfant fut placé dans une famille d'accueil, un couple marié établi à Undingen, petite localité du Jura souabe, et qui était une lointaine connaissance de la famille Ensslin. En novembre 1969, pour se soustraire à une menace de peine d'emprisonnement, Gudrun Ensslin s'enfuit à l'étranger. Revenue en République fédérale d'Allemagne en janvier 1970, elle fonda, conjointement avec d'autres militants, la Rote Armee Fraktion (RAF), vivant dans la clandestinité jusqu'à son arrestation en juin 1972. Bernward Vesper de son côté se suicida en mai 1971 au service psychiatrique du CHU de Hambourg. Gudrun Ensslin mourut dans la nuit du 17 octobre 1977 dans la prison de Stammheim à Stuttgart. Selon ses propres dires, Felix Ensslin n'a gardé aucun souvenir de sa mère biologique. Dans son enfance, il s'infligea, en s'éclaboussant accidentellement d'un acide concentré, de graves lésions au visage.
Après avoir obtenu son bac en 1987 au lycée Wilhelm Dilthey à Wiesbaden, Felix Ensslin fit des études de philosophie et de scénographie théâtrale à la New School for Social Research à New York, puis obtint en 1992 une licence (B.A.) à la faculté Eugene Lang (Eugen Lang College) de l'Université New School à New York. Il acquit sa maîtrise (M.A.) en philosophie en 1996 avec une thèse intitulée The Origins of Modern Self-Consciousness in Luther’s Lectures on Romans. Dans le même temps, il rédigeait des essais et montait des décors de théâtre.
Entre 1995 et 1999, Felix Ensslin fut le collaborateur et le conseiller politique de la députée et vice-présidente du Bundestag Antje Vollmer (Bündnis 90/Die Grünen). Durant la législature suivante, soit de 1999 à 2002, il fut chef de cabinet et conseiller politique de Rezzo Schlauch, président de la fraction des verts au même Bundestag.
De 2002 à 2006, Ensslin travailla comme directeur artistique et metteur en scène au Deutsches Nationaltheater und Staatskapelle de Weimar. À la mi-décembre 2004, il réalisa la mise en scène de sa première œuvre théâtrale : Durch einen Spiegel ein dunkles Bild. En 2006, il dirigea la mise en scène des Brigands de Friedrich Schiller. À l'occasion du 250e anniversaire de la naissance de Schiller, il conçut une nouvelle mise en scène de Don Carlos, dont la première représentation eut lieu en octobre 2009.
À partir de l'été 2003, Felix Ensslin travailla, en collaboration avec Klaus Biesenbach et Ellen Blumenstein, à la conception d'une exposition intitulée Zur Vorstellung des Terrors: Die RAF-Ausstellung ('En manière de présentation du terrorisme : l'exposition RAF'), devant se tenir dans l'institut d'art contemporain Kunst-Werke à Berlin. La réalisation de ce projet, qui prévoyait d'exposer des œuvres d'une cinquantaine d'artistes, fut tout d'abord retardée par une polémique publique, mais finit par avoir lieu de janvier à la mi-mai 2005 à Berlin, puis put être vue aussi à Graz, dans la Neue Galerie de l'Universalmuseum Joanneum, de juin à août 2005. En 2007, Felix Ensslin dirigea, conjointement avec Ellen Blumenstein, l'exposition Zwischen zwei Toden ('Entre Deux Morts') au Zentrum für Kunst und Medientechnologie (ZKM) de Karlsruhe, destinée à lutter contre les ravages de la « rétrospection mélancolique » dans la sphère culturelle contemporaine. Entre novembre 2007 et janvier 2008 se tint, sous sa direction, l'exposition Berlin Noir dans la Perry Rubenstein Gallery à New York,.
Avec Marcus Coelen, Ensslin est responsable, en tant que coéditeur, de Subjektile, collection d'écrits théoriques paraissant chez l'éditeur berlinois Diaphanes. En 2009 parut chez Suhrkamp le volume Notstandsgesetze von Deiner Hand. Briefe 1968/1969 von Gudrun Ensslin und Bernward Vesper, qui reproduit la correspondance échangée par sa mère et son père entre janvier 1968 et la mi-1969, et auquel Felix Ensslin adjoignit une postface de sa main.
À l'heure actuelle, les travaux scientifiques de Felix Ensslin se concentrent sur l'étude des discours esthétiques et philosophiques contemporains et sur la théorie psychanalytique de la culture. De 2005 à 2008, il participa au programme de post-graduat Lebensformen und Lebenswissen ('Formes de vie et savoirs de vie') à l'université de Potsdam et à l'université européenne Viadrina à Francfort-sur-l'Oder. De 2008 à 2009, à Berlin, il apporta ses contributions au domaine spécial de recherche n° 626 de la Deutsche Forschungsgemeinschaft (DFG, Communauté allemande de recherche), dont l'intitulé était « Expérience esthétique sous le signe d'un décloisonnement des arts ». À l'université Louis-et-Maximilien de Munich, il dirigea pendant plusieurs semestres, en collaboration avec Marcus Coelen, un séminaire permanent sur divers sujets se situant aux confins de la psychanalyse, de la philosophie et de l'esthétique. En juillet 2009, il obtint son doctorat à l'université de Potsdam avec une thèse sur Martin Luther et son exégèse du Magnificat. Depuis 2009, il est titulaire de la chaire, alors nouvellement créée, d'esthétique et de transmission des arts à l'académie des Beaux-Arts de Stuttgart.

## Publications (sélection)
- Postface de Notstandsgesetze von Deiner Hand. Briefe 1968/1969 von Gudrun Ensslin und Bernward Vesper. Edition Suhrkamp, Frankfurt am Main 2009
- Genießen: Zu Wissen, Latenz und Todestrieb. Dans : Stefanie Diekmann, Thomas Khurana (éd.): Latenz. Kulturverlag Kadmos, Berlin 2007
- Between Two Deaths: From the Mirror to Repetition. Dans: Felix Ensslin, Ellen Blumenstein (éd.): Between two Deaths. Hatje Cantz, Berlin/Stuttgart, 2007
- Between Metonymy and Metaphor: On Iterability in Anna Oppermann’s Work. Dans : Anna Oppermann, Ensembles 1968-1992. Hatje Cantz, Berlin/Stuttgart,  2007
- Spieltrieb – Eine Kurzeinführung. Dans : Felix Ensslin (éd.): Spieltrieb. Was bringt die Klassik auf die Bühne? Schillers Ästhetik heute. Theater der Zeit, Berlin 2006
- Durch einen Spiegel ein Dunkles Bild. Drame, Deutsches Nationaltheater Weimar, 2004

### Traductions
- Rachael Sotos: Philosophin der Kontingenz. Dans : Regine Munz (éd.): Philosophinnen des 20. Jahrhunderts., Wissenschaftliche Buchgesellschaft, Darmstadt 2004
- Agnes Heller, Ferenc Fehér: Biopolitik. Campus, Frankfurt am Main 1995
- Agnes Heller: Ist die Moderne lebensfähig? Campus, Frankfurt am Main 1995
- Manfred Riedel: Heidegger : The Twofold Beginning of Thinking. Dans : Graduate Faculty Philosophy Journal, vol. 16, 1993.